# Campina Grande do Sul
Campina Grande do Sul là một đô thị thuộc bang Paraná, Brasil. Đô thị này có diện tích 539,861 km², dân số năm 2007 là 36644 người, mật độ 84,9 người/km².